# Paul-Louis Touzé
Paul-Louis Touzé (1875-1960) est un prélat français, évêque auxiliaire de Paris.

## Biographie
Il est ordonné prêtre en 1901.
Il est curé de Chevilly-Larue et de Rungis de 1906 à 1919.
Puis curé de la paroisse Saint-Jean-Baptiste de Grenelle en 1924.
Il est ordonné évêque titulaire de Lebessus en 1943.
Il est ensuite nommé évêque auxiliaire de l'archidiocèse de Paris, occupant cette fonction du 22 juin 1943 au 6 octobre 1957.
De 1931 à 1957, il dirige l'Œuvre des Chantiers du Cardinal.

## Ouvrages[3]
- Fêtes jubilaires de Son Éminence le cardinal Suhard, 1948.
- Nos devoirs envers l'école primaire libre, 1928.